# NGC 7386
NGC 7386 is een lensvormig sterrenstelsel in het sterrenbeeld Pegasus. Het hemelobject werd op 18 oktober 1784 ontdekt door de Duits-Britse astronoom William Herschel.

## Synoniemen
- UGC 12209
- MCG 2-58-18
- ZWG 430.16
- PGC 69825